# كلية ابن سينا للعلوم الصحية (نابلس)
كلية ابن سينا للعلوم الصحية هي كلية جامعية حكومية فلسطينية سابقة في محافظة نابلس شمال الضفة الغربية، تطرح برامج أكاديمية على مستوى البكالوريوس في علوم التمريض والقبالة. عام 2020 أُلحقت بجامعة نابلس للتعليم المهني والتقني المستحدثة ومقرها حي عسكر بمدينة نابلس.
وفقًا لوزيرة الصحة مي الكيلة، وصل عدد خريجي الكلية حتى عام 2021 إلى نحو 1100 طالبٍ بدرجة الدبلوم بالتمريض والقبالة، و1300 طالبٍ بدرجة البكالوريوس في التمريض والقبالة والتخدير والإنعاش والقبالة المجتمعية.

## التاريخ
أنشئت الكلية عام 1969 كأول كلية حكومية تمنح شهادة الدبلوم في القبالة للإناث في رام الله، ولاحقًا في عام 1971 تطورت الكلية وصارت تمنح شهادة الدبلوم في التمريض ثلاث سنوات للذكور والإناث.
في عام 1990، افتتحت الكلية فرعًا لها في مدينة بيت لحم خاصًا بالذكور والذي يطبق نفس المنهاج للكلية الأم في رام الله.
بعد إنشاء السلطة الوطنية الفلسطينية ومباشرة وزارة الصحة الإشراف على المؤسسات الصحية، قامت إدارة التعليم وتدريب التمريض آنذاك بدمج فرعي الكلية لتصبح الكلية في رام الله تضم الذكور والإناث.
عام 1997 أصبحت تمنح شهادة البكالوريوس في علوم التمريض والقبالة، واعتماد دبلوم لبرنامجي التخدير والإنعاش لحديثي الولادة والقبالة المجتمعية.
في عام 2009، نقلت وزارة الصحة مقر الكلية من مبناها القديم في مدينة بيتونيا قرب رام الله إلى مبنى مركز حوارة للطوارئ والولادة الآمنة في حوارة جنوب محافظة نابلس.
في 17 فبراير 2020، قرر مجلس وزراء حكومة محمد اشتية إلحاق الكلية بجامعة نابلس للتعليم المهني والتقني المستحدثة في مدينة نابلس، وأصبحت تتبع وزارة التعليم العالي والبحث العلمي بدلًا من وزارة الصحة.
في 16 يونيو 2021، وضع رئيس الوزراء محمد اشتية حجري الأساس لجامعة نابلس للتعليم المهني والتقني، ومبنى كلية ابن سينا للعلوم الصحية.

## الرؤية
تطمح الكلية لتكون الكلية الرائدة وطنيًا ودوليًا في مجالات تخصص التمريض، والقبالة، كما تسعى لتعزيز التطوير المهني من خلال تعزيز مبدأ التعلم مدى الحياة لدى طلبتها وأساتذتها، وتطوير القادة في مجال التمريض والقبالة، وجذب الطلاب الأكفاء ودعم التنوع الثقافي.

## البرامج الأكاديمية

### التمريض
عام 1997، أخذت الكلية توصيات منظمة الصحة العالمية والتوصيات المحلية والدولية بشأن تطوير وتحسين منهاج تخصص التمريض، وقد حظيت الكلية بموافقة وزارة التعليم العالي على برنامجها المطور ليمنح درجة البكالوريوس في التمريض.

### القبالة
تأسس برنامج القبالة في العام 1969 لتدريس القبالة والتمريض العملي لمدة 24 شهراً. حيث بدأ التدريس بأعداد قليلة لا تستطيع تغطية حاجة المجتمع. وفي عام 1997، حظيت الكلية باعتماد وزارة التعليم العالي لمنح درجة البكالوريوس في القبالة بعدما دمجت الكلية مفاهيم وتوصيات منظمة الصحة العالمية واليونيسيف في مجال الصحة الإنجابية وصحة الطفل استنادًا إلى المعايير والمواصفات الدولية والمحلية في تعليم وإعداد القابلات القانونيات لتلبية احتياجات المجتمع الفلسطيني.